# 君に恋したあの日から
「君に恋したあの日から」（きみにこいしたあのひから）は、flumpoolの楽曲。配信限定シングルとして、2024年4月3日にA-Sketchからリリースされた。

## 概要
前作『花になれ (Ryu-Take 2023 ver.)』から約7か月、ベスト・アルバムから先行配信された『泣いていいんだ』から約6か月、デジタルシングルとしての新作のリリースは『ヒアソビ』から約8か月ぶりとなる。
2024年3月29日放送のFM802「ROCK KIDS 802-Lisa Lit Friday-松原市 Radio Fields」にて初オンエアされた。
本楽曲は、日本テレビ系『DayDay.』2024年4月度エンディングテーマとなっている。

## 収録内容
| #         | タイトル                 | 作詞      | 作曲      | 編曲      | 時間 |
| --------- | ------------------------ | --------- | --------- | --------- | ---- |
| 1.        | 「君に恋したあの日から」 | 山村隆太  | 阪井一生  |           | 4:31 |
| 合計時間: | 合計時間:                | 合計時間: | 合計時間: | 合計時間: | 4:31 |